# Cervesa Tsingtao
La cervesa Tsingtao (xinès tradicional: 青島啤酒, xinès simplificat: 青岛啤酒, pinyin: Qīngdǎo píjiǔ, literalment 'Cervesa de Tsingtao') és una cervesa xinesa que es produeix des de 1903 i té directa influència dels alemanys. És la cervesa més popular a la Xina i és exportada a molts països.
Es presenta en dos formats en ampolles de vidre i en llaunes. La central de l'empresa, situada a la ciutat de Qingdao, segueix estant operativa malgrat la seva fundació fa més d'un segle. Tsingtao, que cotitza a la borsa de Hong Kong des 1993, produeix més de cinc milions de tones a l'any en els seus prop de seixanta fàbriques repartides per tot el territori xinès.
Es fabrica a la ciutat de Qingdao, situada a la riba del Mar Groc, al nord-est de la Xina, que va ser conquerida el 1897 per la flota alemanya que hi establí una base naval. El 1898, la ciutat fou cedida a Alemanya pels manxú durant 99 anys, durant aquesta colonització que els alemanys van crear una fàbrica de cervesa per a les seves necessitats personals, el 1903 es va acabar la construcció de la fàbrica de cervesa a Qingdao (青岛 / 青岛 啤酒厂 píjiǔchǎng Qīngdǎo) en acabar la 2a Guerra Mundial va ser finalment adoptada pels xinesos.

## Història
Tsingtao, és la reina de les cerveses xineses des de la fundació, a la ciutat de Qingdao, de la seva fàbrica a 1903. La iniciativa la va portar a 1902 després d'un dels seus viatges de vacances a Hamburg, el pròsper comerciant, agent navilier i banquer local Jürgen Jakobsen Block, qui s'havia establert gairebé des dels inicis del Protectorat de Kiaotchou a la ciutat de Tsingtau, el 1898. Però per limitacions legals imposades en aquest moment pel govern imperial alemany a la recent activitat econòmica de les colònies d'Àsia ia la fundació d'empreses de capital mixt sinó-germànic, va ser recomanat pel Governador alemany de Kiaotchou registrar oficialment la cerveseria en Hong Kong i Tsingtau, però segons el dret britànic, com l'Anglo-Germany-Brewing Co, la qual va quedar sota el control de la signatura Block & Co amb l'exclusivitat de la distribució de la cervesa.
El nom de la cervesa és el de la ciutat on es troba la seva seu amb l'antiga grafia del nom en alfabet llatí (transliteració del  mandarí), una ciutat de la província oriental de Shandong, sota control dels alemanys, els qui van convertir una humil platja de pescadors en una pròspera ciutat amb universitat, esglésies, tren a Jin An, mansions al costat del mar, drassanes i plantes potabilitzadores d'aigua i, naturalment, la seva fàbrica de cervesa, que va ser la segona del país després de la fundada pels russos a la província de Heilongjiang, al nord del país, en 1901, a la qual va avantatjar al poc temps arribant a aconseguir la medalla d'or del festival de Múnic en l'any 1906. L'empresa cervesera va créixer ràpidament arribant a mantenir una plantilla de més de 35.000 treballadors, el que la va convertir en una de les més importants empreses de la Xina.
Aquesta empresa originalment alemanya va ser confiscada indiscriminadament per Anglaterra i venuda al capital japonès després de l'ocupació de la possessió alemanya per Japó en 1914, en esclatar la Primera Guerra Mundial. Després de la derrota japonesa a la Segona Guerra Mundial, l'empresa va passar a la família xinesa Tsui. Després va ser nacionalitzada per Mao Zedong després de la victòria comunista sobre el Kuomintang a 1949 però va seguir la seva marxa ascendent tot i estar considerada pel règim comunista com una beguda burgesa, aconseguint ampliar tant el nombre de factories com la producció, al aficionar la població xinesa a una beguda que va aconseguir conquerir el mercat, no només en el territori nacional sinó en els països limítrofs, sobretot Singapur, Hong Kong i Macao, iniciant un procés d'exportació que no ha parat fins a data d'avui.
En finalitzar la revolució cultural i amb l'obertura al capitalisme i la societat de consum i lliure mercat liderada per Deng Xiaoping en 1978, la cervesa es va convertir en una beguda popular per als xinesos que van arribar a consumir massivament fins i tot envasada en bosses de plàstic per abaratir el seu preu. La ciutat de Qingdao està situada a la riba del Mar Groc, al nord-est de la Xina. Va ser conquerida el 1897 per la flota alemanya que hi establí una base naval. El 1898, la ciutat fou cedida a l'Alemanya pels  manxú durant 99 anys, però els xinesos la van recuperar el 1922. És durant aquesta colonització que els alemanys van crear una fàbrica de cervesa per a les seves necessitats personals, el 1903 es va acabar la construcció de la fàbrica de cervesa a Qingdao (青岛 / 青岛 啤酒厂 píjiǔchǎng Qīngdǎo) en acabar la 2a Guerra Mundial va ser finalment adoptada pels xinesos
Com una de les conseqüències de les reformes iniciades per Deng, el govern xinès autoritza a Tsingtao, a l'octubre de 2002, la signatura d'un acord de venda d'un 49% de la propietat de la fàbrica amb Anheuser-Busch, el major grup cerveser del món que és propietari, entre d'altres, de la marca Budweiser, imposant la condició que es respectin rigorosament els processos de fabricació implantats pels alemanys en els temps de la fundació de la fàbrica i que se cenyeixin a la Llei de la Puresa de la Cervesa implantada a Alemanya el 1516, acord que l'ha catapultat a ocupar el vuitè lloc entre les firmes del sector a tot el planeta, a l'estendre les seves exportacions a més de 60 països i copar més d'un 15% del mercat nacional.

## Característiques del producte
La Tsingtao és una cervesa clara i transparent, la qual cosa indica la seva bona clarificació en el procés de fabricació, té una graduació de 4,7 en percentatge d'alcohol i un gust agradablement amarg que roman ben a la boca, és una cervesa poc gasosa i delicadament aromatitzada pel que apaga bé la set i el seu sabor resulta bastant similar al de la cervesa típica holandesa resultant indicada tant per acompanyar l'aperitiu com per regar els menjars típics xineses.
Es fabrica amb aigua del Laoshan, la muntanya propera a la ciutat. Aquella aigua té la duresa adient, alta mineralització i un gust lleugerament dolç.
A Espanya es troba en molts dels restaurants xinesos així com en botigues i magatzems de productes xinesos però resulta poc habitual encontarla en grans superfícies o en establiments de venda de begudes.
- Cervesa "Ale"
- Contingut d'alcohol: 4,8% en volum
- Calories: 157 calories per llauna de 12 unces
- Greix: 0 gr.
- Gravetat original: 11,0 graus Plato